# El rei del carrer
El rei del carrer (títol original en francès, Omar la fraise) és una pel·lícula francesa de comèdia policial del 2023 dirigida per Elias Belkeddar en el seu debut en la direcció. És protagonitzada per Reda Kateb i Benoît Magimel. La pel·lícula es va estrenar el 20 de maig de 2023 al 76è Festival de Canes, i va arribar als cinemes de França el 24 de maig de 2023. S'ha doblat i subtitulat al català.
Escrita pel director i Jérôme Pierrat, va ser produïda per Iconoclast Films i Chi-Fou-Mi Productions (del Grup Mediawan), en coproducció amb France 2 Cinéma. StudioCanal la va distribuir.